# شانشی وای-۹
شانشی وای-۹ (چینی: 运-9; پین‌یین: Yùn-9) یک هواپیمای متوسط ترابری نظامی تولید شده توسط شرکت هواپیماسازی شانشی در چین است. این یک هواگرد توسعه و ارتقا یافته از شانشی وای-۸ است.